# 柳林镇 (柳林县)
柳林镇是山西省吕梁市柳林县下辖的一个镇，是柳林县县城的所在地，镇政府驻县城贺昌大街。

## 行政区划
王家沟乡下辖以下地区：
东街社区、西街社区、中街社区、贺昌村、庙湾村、锄沟村、青龙村、上青龙村、龙门会村、后山垣村、户掌垣村、刘家焉头村、屈家沟村、毛家庄村、胡家垣村、薛家湾村、杨家港村、寨东村、鸦沟村、王家庄村、于家沟村、王家山村、穆家焉村、东凹村、碾则山村、双兴村和杜家垣村。

## 中国传统村落
贺昌村获评“中国传统村落”。